# Ada Mello
Ada Mello (nombre de nacimiento Ada Mercedes de Mello Marques Luz, Maceió, 16 de diciembre de 1953- 20 de abril de 2023) fue una asistente social y política brasilera. Fue senadora desde el 15 de septiembre de 2008 al 10 de enero de 2009 por el Partido Laborista Brasileño.

## Biografía
Estudió asistente social en la Universidad Federal de Alagoas. Además de política y trabajadora social, Ada fue considerada líder religiosa de la Iglesia católica en Alagoas, participando activamente en la vida eclesiástica y defendiendo la restauración de los templos antiguos.
Prima del presidenete Fernando Collor.
Falleció el 20 de abril de 2023 a los 69 años, luchando contra un cáncer de pulmón en Maceió.